# Lérins
Otočje Lérins (francuski: Îles de Lérins) čine četiri otoka koji se nalaze nedaleko od Cannesa, te su upravno dio departmana Alpes-Maritimes u Francuskoj.

## Zemljopis
Otočje se sastoji od :
- otoka Sainte-Marguerite, koji je najveći otok u otočju;
- otočića de la Tradelière, nenaseljenog;
- otoka Saint-Honorat na kojem se nalazi samostan i nekoliko crkava iz 5. stoljeća;
- otočića Saint-Ferréol, nenaseljenog.

Na otocima vlada mediteranska klima s vegetacijom koju većinom sačinjavaju igličaste biljke.

## Povijest
Samostan na otoku Saint-Honorat osnovao je između 400. i 410. godine sv. Honorat iz Arlesa. Ovdje su živjeli mnogi poznati biskupi kao Sveti Patrik i Evherij Lyonski. Ovo otočje je također poznato po zatvoru u kojem je bio zatočen čovjek pod željeznom maskom.
Tijekom Tridesetogodišnjeg rata, Španjolci su zauzeli otoke u rujnu 1635. i nisu ih napustili sve do svibnja 1637. godine. Za vrijeme revolucije otočje su zvali "otoci Marat i Lepeletier", po slavnim ličnostima revolucije.

## Vanjske poveznice
- geologija i botanika
- Stranica o otočju Lérins